# جون دبليو. كينغ
جون دبليو. كينغ (بالإنجليزية: John W. King)‏ هو محامي وقاضي وسياسي أمريكي، ولد في 10 أكتوبر 1918 في مانشستر في الولايات المتحدة، وتوفي بنفس المكان في 9 أغسطس 1996. حزبياً، نشط في الحزب الديمقراطي. وقد انتخب حاكم نيو هامبشاير ‏.